# Люцин (Ґарволінський повіт)
Люцин (пол. Lucin) — село в Польщі, у гміні Гарволін Ґарволінського повіту Мазовецького воєводства.
Населення — 467 осіб (2011).
У 1975-1998 роках село належало до Седлецького воєводства.

## Демографія
Демографічна структура станом на 31 березня 2011 року:
|          | Загалом | Допрацездатний вік | Працездатний вік | Постпрацездатний вік |
| -------- | ------- | ------------------ | ---------------- | -------------------- |
| Чоловіки | 218     | 58                 | 137              | 23                   |
| Жінки    | 249     | 67                 | 138              | 44                   |
| Разом    | 467     | 125                | 275              | 67                   |